# Allium chalkii
Allium chalkii — вид рослин з родини амарилісових (Amaryllidaceae). Досі цей рідкісний вид відомий лише з невеликого острова Халкі (Додеканнісос, Греція) і він демонструє деякі стосунки з A. cuponi, A. sipyleum та A. lojaconoi. Для A. chalkii 2n = 16.

## Поширення
Ендемік Греції.